# Лаковая керамика Рио-Гранде
Глазированная (лаковая) керамика Рио-Гранде — керамика индейских народов группы пуэбло, проживающих в штате Нью-Мексико. Относится к позднему доисторическому (доколумбову) и раннему историческому периоду Северной Америки, с 1315 по 1700 гг. При росписи использовалась свинцовая чёрная краска, которая при обжиге иногда приводила к потёкам. Данная керамика изготавливалась в ряде деревень от Санта-Фе до северной оконечности водохранилища Элефант-Батт (Elephant Butte Reservoir), и от долины Рио-Пуэрко на востоке до долины верховий реки Пекос.
Археологи подразделяют керамику Рио-Гранде на различные, предположительно хронологические, группы на основании профиля верхнего края сосудов и дизайна их росписи.

## Галерея изображений
- Сосуд типа Агуа-Фриа, глазировка по красной росписи
- Полихромный сосуд из Лос-Падильяс, Музей Максвелла, Университет Нью-Мексико
- Сосуд из Котити (Kotyiti), глазировка по красному. Представляет собой промежуточный этап развития керамики от глазировки по красному до глазировки по жёлтому. Музей Максвелла, Университет Нью-Мексико. Размер квадратиков - 1 х 1 см.
- Горлышко сосуда, Пуарайская глазированная полихромная керамика. Музей Максвелла, Университет Нью-Мексико